# HMS Pursuer (D73)
Авіаносець «Персьюер» (англ. HMS Pursuer (D73)) — ескортний авіаносець США часів Другої світової війни типу «Боуг» (1 група, тип «Attacker»), переданий ВМС Великої Британії за програмою ленд-лізу.

## Історія створення
Авіаносець «Персьюер» був закладений 31 липня 1941 року на верфі «Ingalls Shipbuilding». Викуплений ВМС США і переобладнаний в авіаносець типу «Боуг» під назвою «USS St. George (CVE-17)». Спущений на воду 18 липня 1942 року. Переданий ВМС Великої Британії, вступив у стрій під назвою «Персьюер» 14 червня 1943 року.

## Історія служби
Після вступу у стрій та підготовки авіаносець «Персьюер» у лютому 1944 року використовувався для ППО трансатлантичних конвоїв.
3 квітня 1944 року брав участь в ударі по лінкору «Тірпіц». У квітні брав участь в операції проти судноплавства біля берегів Норвегії.
У червні 1944 року знову супроводжував трансатлантичні конвої.
У липні 1944 року «Персьюер» перейшов на Середземне море, де брав участь в десантній операції у Південній Франції (серпень 1944 року), завдавав ударів по берегових цілях в Егейському морі (вересень1944 року).
Потім авіаносець повернувся до Англії, де у листопаді взяв участь у трьох операціях проти судноплавства біля берегів Норвегії.
Протягом грудня 1944 року — січня 1945 року авіаносець пройшов ремонт та модернізацію, після чого здійснював перевезення літаків зі США у Англію.
У березні-квітні 1945 року авіаносець перейшов в Кейптаун, де отримав нову авіагрупу. Після капітуляції Японії брав участь у висадці десантів в Малайї.
12 лютого 1946 року він був повернутий США, де 28 березня того ж року він був виключений зі списків флоту і проданий на злам.